# جزر شاطئي
جزر شاطئي (الاسم العلمي:Daucus littoralis) هو نوع من النباتات يتبع جنس الجزر من الفصيلة الخيمية.